# Scotts Miracle-Gro Company
The Scotts Miracle-Gro Company (NYSE: SMG) er en amerikansk producent af plantebeskyttelse og kunstgødning til havebrug. De har hovedkvarter i Marysville, Ohio, hvor O.M. Scott begyndte at sælge plænegræsfrø i 1868. I USA kendes de for mærkerne Scotts, Miracle-Gro og Ortho.